# Bankföreningen i Finland
Bankföreningen i Finland (finska: Suomen pankkiyhdistys), var 1914–2006 en samarbets- och intresseorganisation för bankerna i Finland. 
Organisationen, som grundades 1914 och hade sitt säte i Helsingfors, arbetade för att utveckla bankernas verksamhet och verksamhetsförutsättningar samt främjade samarbetet bankerna emellan. Bankföreningen upprätthöll kontakt med bland annat finansieringsinstitutioner, myndigheter och ekonomiska organisationer och gav utlåtanden i ärenden som berör bank- och finansieringsbranschen. Organisationen tillhörde sedan 1988 Europeiska unionens bankföreningars förbund. Organisationen uppgick 2007 i Finansbranschens centralförbund, vilket 2017 antog namnet Finanssiala.